# 10 tháng 3
Ngày 10 tháng 3 là ngày thứ 69 (70 trong năm nhuận) trong lịch Gregory. Còn 296 ngày trong năm.

## Sự kiện
- 947 – Lưu Tri Viễn xưng là hoàng đế, lập ra triều Hậu Hán, sau đó thu phục Trung Nguyên từ quân Khiết Đan.
- 1814 – Napoléon Bonaparte bị quân đội Liên minh thứ sáu đánh bại tại trận Laon.
- 1905 – Chelsea F.C. được thành lập tại Luân Đôn, nay là một trong các câu lạc bộ hàng đầu của bóng đá Anh.
- 1870 – Chính phủ Phổ cấp phép hoạt động cho Deutsche Bank, nay nằm trong các ngân hàng có ảnh hưởng nhất trên thế giới.
- 1909 – Hiệp ước Anh-Xiêm được ký kết, theo đó Xiêm từ bỏ chủ quyền đối với các quốc gia Mã Lai Kedah, Kelantan, Perlis và Terengganu, các khu vực này trở thành lãnh thổ bảo hộ của Anh.
- 1912 – Trung Quốc trở thành nước Cộng hoà sau khi nhà Thanh bị lật đổ.
- 1945 – Chiến tranh thế giới thứ hai: Nhật tiến vào thị xã Thái Nguyên thay Pháp.
- 1945 – Chiến tranh thế giới thứ hai: Các máy bay B-29 của Hoa Kỳ oanh tạc thủ đô Tokyo của Nhật Bản khiến hơn 100.000 dân thường thiệt mạng.
- 1975 – Chiến tranh Việt Nam: Quân Giải phóng bắt đầu tiến đánh Buôn Ma Thuột trong Chiến dịch Tây Nguyên, và chiếm lĩnh thị xã vào hôm sau.
- 1978 – Nguyên mẫu oanh tạc cơ Mirage 2000, do hãng Dassault Aviation của Pháp thiết kế và chế tạo, thực hiện chuyến bay đầu tiên.

## Sinh
- 1503 – Ferdinand I, hoàng đế Đế quốc La Mã Thần thánh (m. 1564)
- 1628 – Marcello Malpighi, thầy thuốc người Ý (m. 1694)
- 1709 – Georg Steller, nhà tự nhiên học người Đức (m. 1746)
- 1749 – Lorenzo da Ponte, Librettist người Ý (m. 1838)
- 1772 – Friedrich von Schlegel, nhà thẩm mĩ học người Đức (m. 1829)
- 1787 – William Etty, họa sĩ người Anh (m. 1849)
- 1788 – Joseph von Eichendorff, nhà văn người Đức (m. 1857)
- 1810 – Samuel Ferguson, nhà thơ người Ireland (m. 1886)
- 1842 – Mykola Lysenko, nhà soạn nhạc người Ukraina (m. 1912)
- 1844 – Pablo de Sarasate, nghệ sĩ vĩ cầm người Tây Ban Nha (m. 1908)
- 1850 – Spencer Gore, vận động viên quần vợt, cầu thủ cricket người Anh (m. 1906)
- 1880 – Broncho Billy Anderson, diễn viên người Mỹ (m. 1971)
- 1885 – Tamara Karsavina, nữ vũ công ba lê Nga (m. 1978)
- 1888 – Barry Fitzgerald, diễn viên người Ireland (m. 1961)
- 1892 – 
  - Arthur Honegger, Thụy Sĩ nhà soạn nhạc người Pháp (m. 1955)
  - Gregory La Cava, người đạo diễn người Mỹ (m. 1952)
- 1903 – Bix Beiderbecke, nhạc sĩ người Mỹ (m. 1931)
- 1905 – Richard Haydn, diễn viên người Anh (m. 1985)
- 1906 – Nhà thơ Đông Hồ (m. 1969)
- 1915 – Harry Bertoia, nghệ sĩ người Ý (m. 1978)
- 1919 – Marion Hutton, ca sĩ người Mỹ (m. 1987)
- 1920 – Boris Vian, nhà văn, nhạc sĩ người Pháp (m. 1959)
- 1925 – Manolis Anagnostakis, nhà thơ người Hy Lạp (m. 2005)
- 1928 – 
  - James Earl Ray, kẻ ám sát người Mỹ (m. 1998)
  - Sara Montiel, nữ diễn viên, ca sĩ người Tây Ban Nha
- 1931 – Georges Dor, tác gia, nhà soạn kịch, ca sĩ, người sáng tác bài hát Quebec (m. 2001)
- 1937 – Joe Viterelli, diễn viên người Mỹ (m. 2004)
- 1938 – Marina Vlady, nữ diễn viên người Pháp
- 1945 – Birgitta Sellén, chính khách người Thụy Điển
- 1946 – 
  - Jim Valvano, huấn luyện viên bóng rổ người Mỹ (m. 1993)
  - Mike Hollands, họa sĩ phim hoạt hình người Úc
  - Hiroshi Fushida, tay đua xe người Nhật Bản
- 1947 – 
  - Kim Campbell, thủ tướng Canada thứ 19
  - Bob Greene, nhà báo người Mỹ
- 1952 – Morgan Tsvangirai, chính khách người Zimbabwe
- 1953 – Paul Haggis, đạo diễn phim người Canada
- 1955 – 
  - Youssra, nữ diễn viên, ca sĩ Ai Cập
  - Toshio Suzuki, tay đua xe người Nhật Bản
- 1957 – 
  - Matt Knudsen, diễn viên người Mỹ
  - Shannon Tweed, nữ diễn viên, người mẫu, người Canada
  - Osama bin Laden, người sáng lập tổ chức vũ trang Al-Qaeda (m. 2011)
- 1958 – 
  - Steve Howe, vận động viên bóng chày người Mỹ (m. 2006)
  - Sharon Stone, nữ diễn viên người Mỹ
- 1960 – Anne MacKenzie, phát thanh viên truyền thanh nhà báo
- 1961 – 
  - Laurel Clark, nhà du hành vũ trụ thầy thuốc (m. 2003)
  - Mitch Gaylord, vận động viên thể dục người Mỹ
  - Bobby Petrino, bóng đá huấn luyện viên người Mỹ
- 1962 – Seiko Matsuda, nhạc pop ca sĩ người Nhật Bản
- 1964 – 
  - Neneh Cherry, nhạc sĩ người Thụy Điển
  - Jasmine Guy, nữ diễn viên người Mỹ
- 1965 – Rod Woodson, cầu thủ bóng đá người Mỹ
- 1966 – 
  - Edie Brickell, ca sĩ người Mỹ
  - Gráinne Mulvey, nhà soạn nhạc người Ireland
  - Mike Timlin, vận động viên bóng chày người Mỹ
- 1968 – 
  - Felice Arena, tác gia trẻ em người Úc
  - Shoichi Funaki, đô vật Wrestling chuyên nghiệp người Nhật Bản
- 1969 – Paget Brewster, nữ diễn viên người Mỹ
- 1971 – 
  - Steve Arnold, tay đua xe người Anh
  - Jon Hamm, diễn viên người Mỹ
  - Timbaland, ca sĩ nhạc Rapp người Mỹ
- 1972 – Matt Kenseth, tay lái xe đua người Mỹ
- 1973 – 
  - Eva Herzigova, người mẫu, người Séc
  - Chris Sutton, cầu thủ bóng đá người Anh
  - Mauricio Taricco, cầu thủ bóng đá người Argentina
  - John LeCompt, nghệ sĩ đàn ghita người Mỹ
- 1976 – 
  - Haifa Wehbe, nữ diễn viên, người mẫu, ca sĩ người Liban
  - Kisaki, nhạc sĩ người Nhật Bản
- 1977 – 
  - Peter Enckelman, cầu thủ bóng đá người Phần Lan
  - Bree Turner, diễn viên múa, nữ diễn viên người Mỹ
  - Robin Thicke, ca sĩ người Mỹ
- 1981 – 
  - Samuel Eto'o, cầu thủ bóng đá người Cameroon
  - Efthimios Kouloucheris, cầu thủ bóng đá người Hy Lạp
  - Steven Reid, cầu thủ bóng đá người Anh
- 1982 – 
  - Timo Glock, tay đua xe người Đức
  - Katharine Isabelle, nữ diễn viên người Canada
- 1983 – 
  - Carrie Underwood, nhạc country ca sĩ người Mỹ
  - Rafe Spall, diễn viên người Anh
- 1984 – 
  - Ben May, cầu thủ bóng đá người Anh
  - Olivia Wilde, nữ diễn viên người Mỹ
- 1985 – 
  - Lassana Diarra, cầu thủ bóng đá người Pháp
  - Kim Leclerc, chính khách người Canada
- 1988 – Ivan Rakitić, cầu thủ bóng đá người Croatia
- 1990 - Sơn Ngọc Minh, ca sĩ người Việt Nam
- 1991 – Kenshi Yonezu nam ca sĩ, nhạc sĩ người Nhật Bản
- 1992 – Emily Osment, nữ diễn viên, ca sĩ người Mỹ

## Mất
- 948 – Lưu Tri Viễn tức Hậu Hán Cao Tổ, hoàng đế khai quốc nhà Hậu Hán thời Ngũ Đại Thập Quốc trong lịch sử Trung Quốc.
- 1357 – Trần Minh Tông, hoàng đế thứ năm của nhà Trần (s. 1300).
- 1510 – Johann Geiler von Kaisersberg, người thuyết giáo Thụy Sĩ (s. 1445)
- 1584 – Thomas Norton, chính khách, nhà văn người Anh (s. 1532)
- 1588 – Theodor Zwinger, học giả Thụy Sĩ (s. 1533)
- 1669 – John Denham, nhà thơ người Anh (s. 1615)
- 1670 – Johann Rudolf Glauber, nhà hóa học người Đức (s. 1604)
- 1776 – Élie Catherine Fréron, nhà phê bình người Pháp (s. 1719)
- 1776 – Niclas Sahlgren, lái buôn, người làm việc thiện người Thụy Điển (s. 1701)
- 1832 – Muzio Clementi, nhà soạn nhạc người Ý (s. 1752)
- 1861 – Taras Shevchenko, nhà thơ người Ukraina (s. 1814)
- 1872 – Giuseppe Mazzini, chính khách người Ý (s. 1805)
- 1895 – Charles Frederick Worth, người may y phục nữ người Anh (s. 1826)
- 1910 – Carl Reinecke, nghệ sĩ dương cầm, người chỉ huy dàn nhạc, nhà soạn nhạc người Đức (s. 1824)
- 1937 – Yevgeny Zamyatin, nhà văn người Nga (s. 1884)
- 1940 – Mikhaïl Boulgakov, nhà văn người Nga (s. 1891)
- 1942 – William Henry Bragg, nhà vật lý, giải thưởng Nobel người Anh (s. 1862)
- 1949 – James Rector, vận động viên người Mỹ (s. 1884)
- 1950 – Marguerite De La Motte, nữ diễn viên người Mỹ (s. 1902)
- 1951 – Kijūrō Shidehara, thủ tướng người Nhật Bản (s. 1872)
- 1966 – Frits Zernike, nhà vật lý, giải thưởng Nobel người Đức (s. 1888)
- 1967 – Yiorgos Batis, nhà soạn nhạc, nhạc sĩ người Hy Lạp (s. 1885)
- 1970 – Vasilis Avlonitis, diễn viên người Hy Lạp (s. 1904)
- 1977 – E. Power Biggs, Mỹ người chơi đàn organ người Anh (s. 1906)
- 1984 – June Marlowe, nữ diễn viên người Mỹ (s. 1903)
- 1985 – Konstantin Chernenko, Tổng Bí thư Đảng Cộng sản Liên Xô, Chủ tịch Đoàn Chủ tịch Xô viết Tối cao, người Liên Xô (s. 1911)
- 1985 – Bob Nieman, vận động viên bóng chày người Mỹ (s. 1927)
- 1986 – Ray Milland, diễn viên người Anh (s. 1905)
- 1988 – Andy Gibb, ca sĩ người Anh (s. 1958)
- 1988 – Phạm Hùng, Chủ tịch Hội đồng Bộ trưởng (Thủ tướng) nước Cộng hoà xã hội chủ nghĩa Việt Nam (1987-1988) (s. 1912)
- 1992 – Giorgos Zampetas, nhà soạn nhạc, nhạc sĩ người Hy Lạp (s. 1925)
- 1996 – Ross Hunter, nhà sản xuất phim người Mỹ (s. 1920)
- 1996 – Hoàng Xuân Hãn, kỹ sư, nhà toán học, nhà sử học, nhà ngôn ngữ học, nhà nghiên cứu văn hóa, giáo dục Việt Nam (s. 1908)
- 1997 – La Vern Baker, ca sĩ người Mỹ (s. 1929)
- 1998 – Lloyd Bridges, diễn viên người Mỹ (s. 1913)
- 2005 – Dave Allen, diễn viên hài người Ireland (s. 1936)
- 2006 – Anna Moffo, ca sĩ soprano người Mỹ (s. 1932)
- 2007 – Richard Jeni, diễn viên hài người Mỹ (s. 1957)
- 2007 – Ernie Ladd, cầu thủ bóng đá, đô vật Wrestling chuyên nghiệp người Mỹ (s. 1938)

## Ngày lễ và kỷ niệm

### Âm lịch
- Giỗ tổ Hùng Vương – Một ngày lễ trong văn hóa của người Việt Nam.